# Vitellariopsis cuneata
Vitellariopsis cuneata är en tvåhjärtbladig växtart som först beskrevs av Adolf Engler, och fick sitt nu gällande namn av André Aubréville. Vitellariopsis cuneata ingår i släktet Vitellariopsis och familjen Sapotaceae. IUCN kategoriserar arten globalt som sårbar. Inga underarter finns listade i Catalogue of Life.